# Dasyatis multispinosa
Dasyatis multispinosa és una espècie de peix de la família dels dasiàtids i de l'ordre dels myliobatiformes.

## Reproducció
És ovovivípar.

## Hàbitat
És un peix marí i d'aigües fondes.

## Distribució geogràfica
Es troba a l'oceà Pacífic nord-occidental: el Mar del Japó.

## Observacions
És inofensiu per als humans.